# Comboio pendular

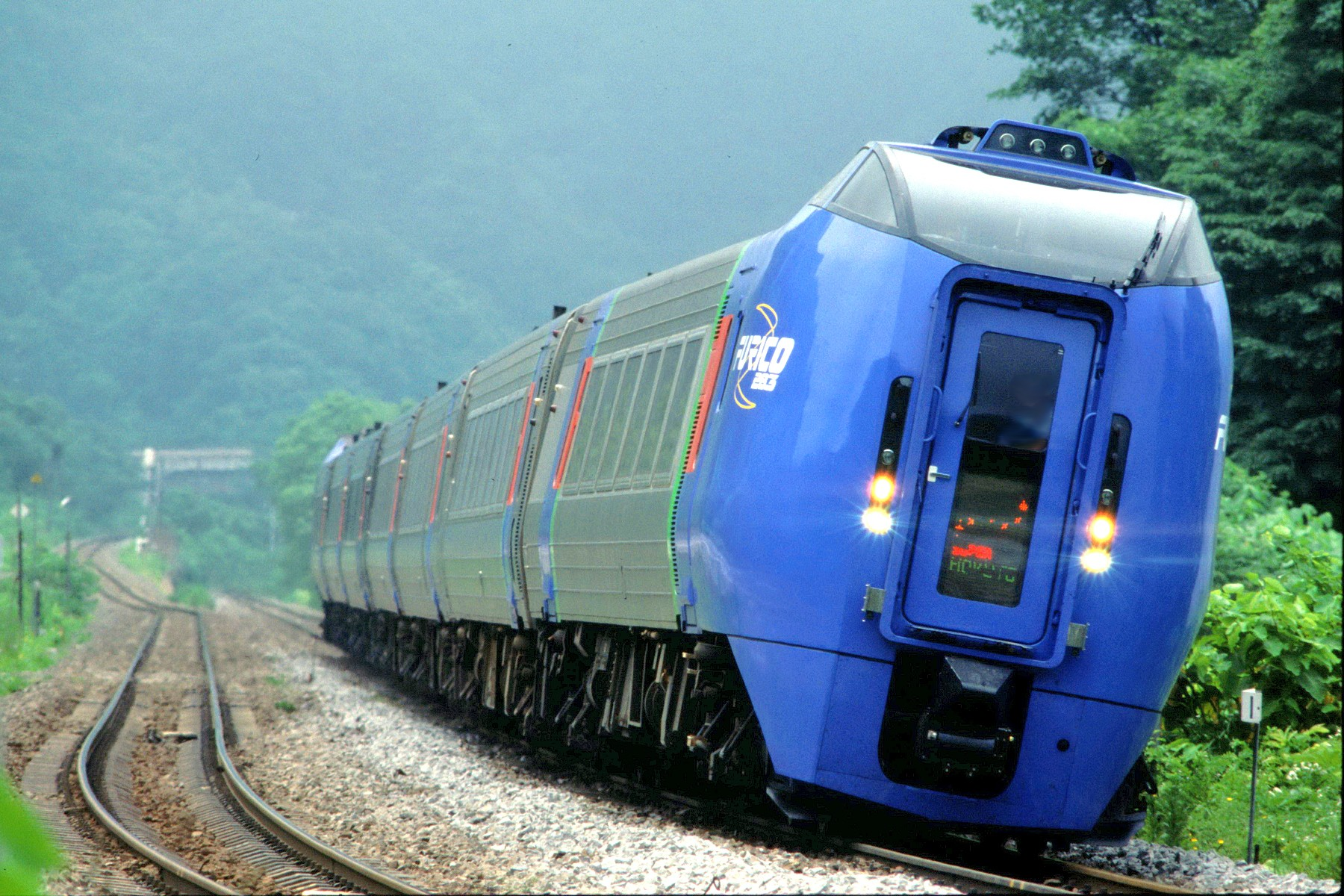
DC283 da Hokkaido Railway Company.

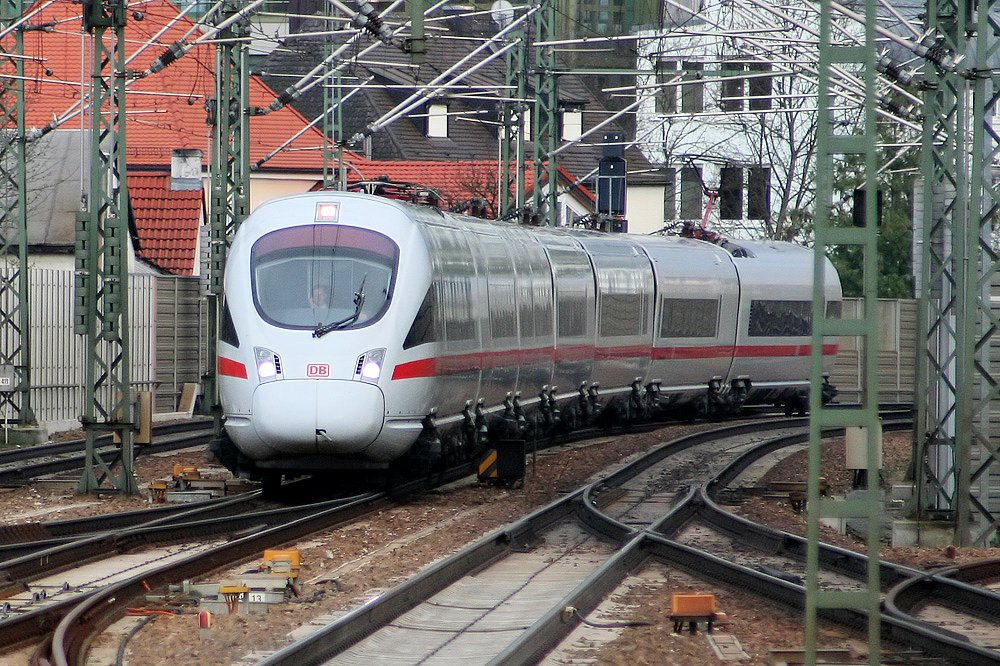
ICE-T da série InterCityExpress. Observe as carruagens de passageiros inclinadas.

Comboio pendular (português europeu) ou trem pendular (português brasileiro) é um trem com um mecanismo reclinável que permite que ele atinja velocidades avançadas em trilhos de linhas férreas tradicionais. Esse mecanismo, chamado sistema pendular, consiste em eixos com capacidade de se inclinar até 8 graus em relação aos trilhos, permitindo que as curvas possam ser feitas em velocidades de até 250 km/h.

## História
A ideia de um comboio que inclinava tornou-se popular nas décadas de 1960 e 70, quando vários operadores ferroviários, impressionados pelos combóios de alta velocidade introduzidos em França (TGV) e Japão (Shinkansen), quiseram ter uma velocidade similar sem ter de construir uma linha paralela dedicada (tal como estes países estavam a fazer). Ao inclinar, o combóio podia fazer as curvas desenhadas para os comboios mais convencionais e mais lentos a velocidades superiores e sem causar desconforto aos passageiros.
As primeiras tentativas de utilização de um sistema pendular remotam aos anos 40 nos Estados Unidos da América. A técnica Pendolino, criada pela FIAT na década de 1960, é um dos sistemas mais populares, usado em comboios na Itália, Espanha, Suécia, Portugal e Alemanha.

## Sistema pendular

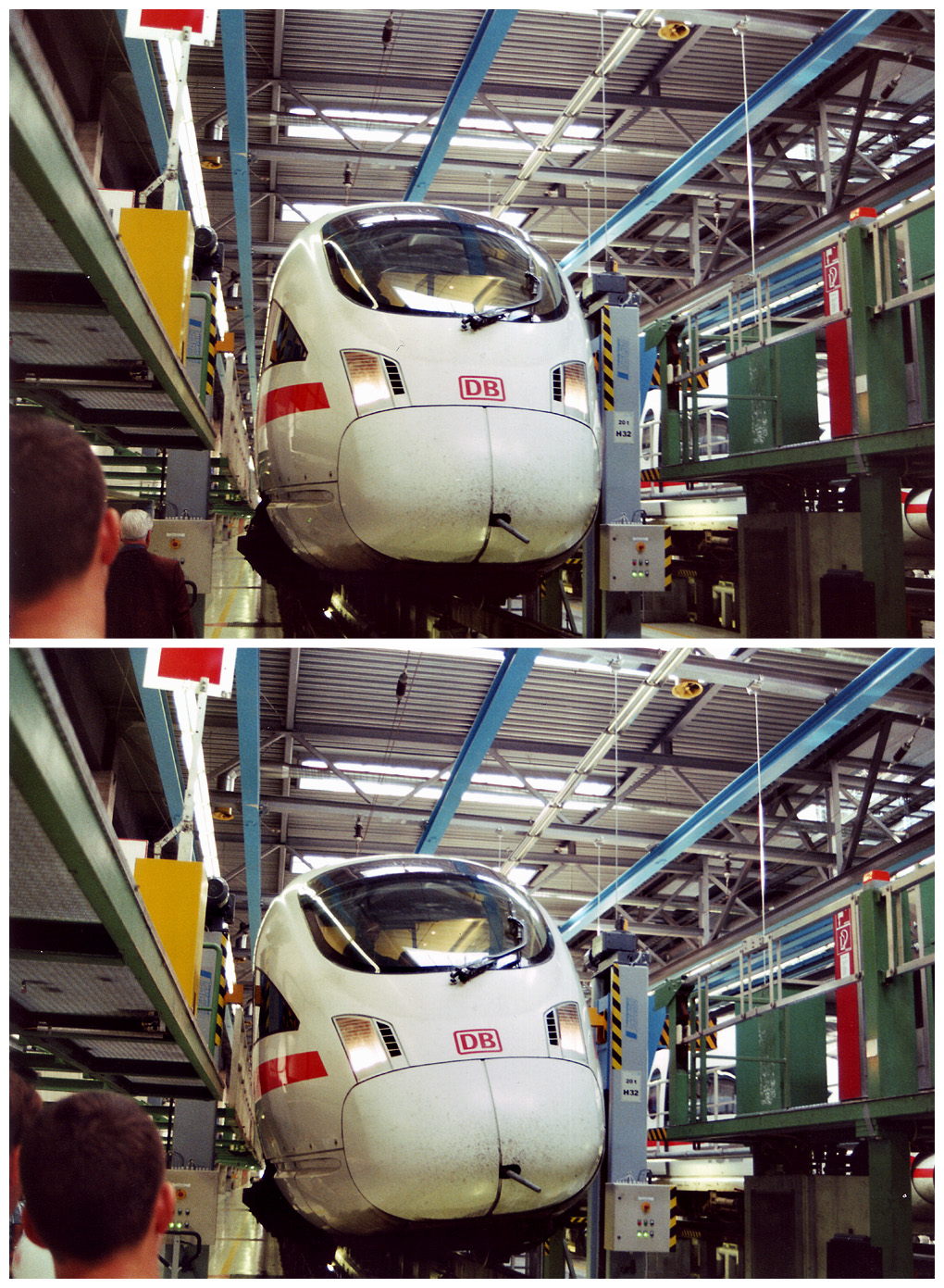
ICE-T da série InterCityExpress.

Conforme um veículo circula numa curva em alta velocidade, objetos dentro de um trem estão em um sistema de referência não-inercial e sentem a força centrífuga uma vez que o veículo está virando na curva. Esta força pode causar objetos a cairem de onde estão, ou um passageiro se sentir empurrado pelas laterais, ou até as pessoas de pé cairem no chão por causa da Força centrípeta. Assim, o sistema pendular cria um equilíbrio de forças centrífugas para que os comboios façam movimentos irregulares sem terem que alterar a respectiva velocidade. O comboio inclina-se para o lado em que estiver a fazer as curvas, com a mesma graduação desta, criando um equilíbrio no centro de gravidade do mesmo.

### Pendulação activa
A pendulação activa é usada - entre outros - na técnica pendolino que foi desenvolvida pela empresa FIAT. A capacidade de se inclinar pode alcançar até 8 graus em relação aos trilhos.

### Pendulação passiva
A pendulação passiva é menos usada e não alcança os ganhos de velocidade em curvas da pendulação activa. A capacidade de se inclinar limita-se até 3,5 graus em relação aos trilhos.

## Exemplos

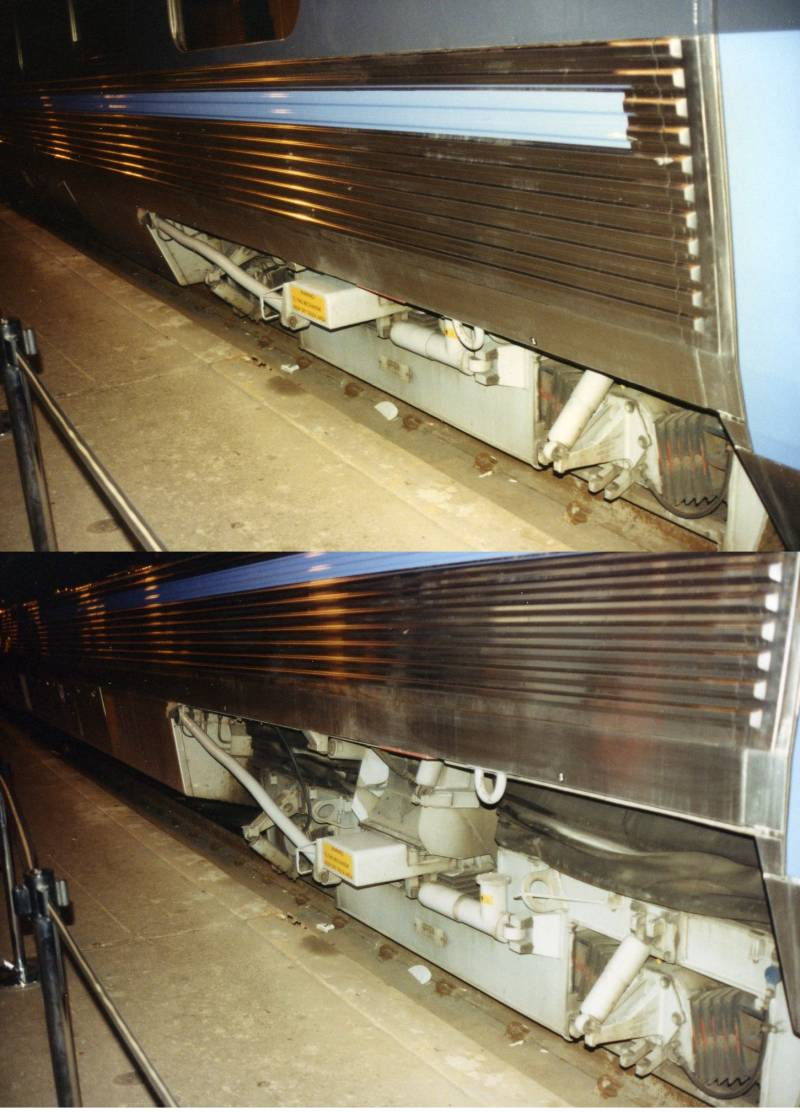
O X2000 demonstra a extensão de sua inclinação para ambos os lados.

- ICE-T e ICE TD da série InterCityExpress/Deutsche Bahn, produzida pela Siemens AG (entre outros).
- Alfa Pendular/CP (série 4000), produzido pela Alstom
- Pendolino/Trenitalia, produzida pela Fiat